# Tiếng Dân (báo)
Báo Tiếng Dân là cơ quan ngôn luận độc lập đầu tiên tại An Nam (Trung Kỳ), do ông Huỳnh Thúc Kháng (1876–1947), một nho gia thuộc trường phái duy tân, phát hành. Tòa soạn báo đặt tại Huế, phổ biến và có ảnh hưởng lớn trong giới trí thức miền Trung trong gần 16 năm dài, từ 1927 tới năm 1943.

## Lịch sử
Năm 1926, chính quyền Pháp chủ trương cải tổ Hội đồng Tư phỏng thành Nhân dân Đại biểu (Viện Dân biểu) và sắp đặt tổng tuyển cử hạn chế, Huỳnh Thúc Kháng đệ đơn ứng cử tại hạt Tam Kỳ và trở thành Viện trưởng Viện Dân biểu Trung Kỳ. Sau lần khai mạc Hội đồng lần thứ nhất, ông Kháng được những người hoạt động chính trị ủng hộ đã gửi đơn xin phép đến tòa Khâm sứ Trung Kỳ tại Huế để thành lập một tờ báo. Để huy động vốn, ông và những người cùng chí hướng dự định thành lập một công ty cổ đông với tên gọi Công ty chuyên trách tập cổ Huỳnh Thúc Kháng. Vì không có kinh nghiệm trong việc điều hành tòa soạn, các cộng sự quyết định cử Đào Duy Anh vào Sài Gòn để tìm hiểu công việc làm báo vào cuối mùa hè năm 1926. Ba tháng sau, ông trở lại Tourane (tức Đà Nẵng ngày nay) để hỗ trợ cộng sự lập công ty và mua nhà in để mở tờ Tiếng Dân. Đến tháng 2 năm 1927, công ty đã gọi vốn được 3 vạn bạc (phần lớn đến từ Phan Thiết, Bình Thuận và Quảng Nam, nơi phong trào Duy Tân hoạt động mạnh). Ngày 12 tháng 2 năm 1927, Toàn quyền Đông Dương Pasquier cho phép tờ Tiếng Dân xuất bản, với điều kiện phải dời trụ sở từ Tourane sang Huế để tiện kiểm soát.  Mùa hè năm 1927, Huỳnh Thúc Kháng, Nguyễn Xương Thái và Đào Duy Anh đến Hà Nội mua lại nhà in Nghiêm Hàm nhằm chuyển cơ sở về Huế, dự kiến báo sẽ xuất bản vào tháng 7 cùng năm. Chủ nhiệm tờ Thực nghiệp dân báo Mai Du Lân đã đồng ý chuyển nhượng toàn bộ trang thiết bị nhà in Nghiêm Hàm, đồng thời đưa thợ nhà in vào Huế giúp đỡ. Tháng 4 năm 1927, trụ sở tòa soạn chuyển đến 123 đường Đông Ba phố Hàng Bè, tỉnh Thừa Thiên. Số báo đầu tiên chính thức được phát hành vào ngày 10 tháng 8 năm 1927.

## Định dạng
Từ số đầu đến ngày đình bản, manchette của Tiếng Dân hiếm khi thay đổi, dòng đầu trang nhất có ngày âm lịch và dương lịch ra số báo và giá mỗi số; hai chữ TIẾNG DÂN đậm nét, ở dưới là dòng chữ tiếng Pháp La Voix du Peuple (Tiếng dân), bên cạnh là hai chữ Nôm 民 聲 (Dân Thanh). Về ngày ra báo, báo ra đúng hai lần một tuần: thứ Tư và thứ Bảy. Từ ngày 1 tháng 2 năm 1936 đến ngày 30 tháng 12 năm 1939, báo ra mỗi tuần ba số: thứ Ba, thứ Năm và thứ Bảy. Từ đầu năm 1940 trở đi báo trở lại mỗi tuần hai số như trước. Về trình bày, nhà in đăng những danh ngôn thể hiện mục đích và tôn chỉ của báo vào thời điểm đó. Dưới là những bài xã luận, thời sự và bình luận chính trị, đôi khi đăng ở trang 1 tiếp sang trang 3. Trang 2 đăng tiểu thuyết, truyện dịch dài kỳ và quảng cáo. Trang 3 là những bài về tư tưởng, văn hóa, khoa học, phân nửa còn lại là quảng cáo. Trong quá trình làm việc, tòa soạn thiếu người am hiểu nghiệp vụ thiết kế trang báo, trình bày bài vở, dù có rút kinh nghiệm và tham khảo đồng nghiệp để cải tiến nhưng Tiếng Dân vẫn không hấp dẫn về mặt hình thức. Từ cuối tháng 4 năm 1936, báo có mục "Việc các tỉnh" ở Trung Kỳ thay cho mục "Việc trong nước". Những dịp tết và ngày kỉ niệm ra báo hằng năm đều có số đặc biệt, có khi nâng lên thành 6 trang.

## Quan điểm

### Vụ ánTruyện Kiều
Với xu hướng hoài cổ, Tiếng Dân thể hiện những quan niệm văn học mang tính bảo thủ, cả về hình thức lẫn nội dung. Về hình thức, Huỳnh Thúc Kháng đã rất cố gắng sử dụng chữ Quốc ngữ để diễn đạt trên báo, nhưng ông vẫn không thoát khỏi ảnh hưởng của cấu trúc văn chương biền ngẫu, và chính ông lại ra sức bảo vệ nó, ông viết: "văn dùng điển gần như thông lệ của nhà văn, nên thiếu nó không khác gì nhà nghèo thiếu gạo". Về nội dung, Huỳnh Thúc Kháng cho rằng văn chương phải có sứ mệnh giáo huấn, vì vậy, ông cương quyết lên án chủ nghĩa lãng mạn, đả kích mạnh mẽ các tác phẩm hư cấu là "vị thuốc độc cùng đạo bùa mê cho tinh thần". Với trào lưu thơ mới, ông tỏ ra bất bình và xem đây là thứ thời thượng u mê. Huỳnh Thúc Kháng đã dành cho thơ cổ điển một vị trí lớn trên báo Tiếng Dân, nhưng ông đặc biệt phê phán Truyện Kiều. Ông đã dùng Tiếng Dân để công kích nhân vật nàng Kiều và Phạm Quỳnh – một người hết lòng ca ngợi Truyện Kiều bằng lời lẽ khắc nghiệt: "Con đĩ Kiều kia, có cái giá trị gì? Người tô vẽ Kiều kia có công đức gì mà hoan nghênh". và "Truyện Kiều là thứ dâm thư, rõ không ích mà có hại". Theo nhà nghiên cứu Nguyễn Xuân Hoa, Huỳnh Thúc Kháng đả kích truyện Kiều vì quan niệm "văn dĩ tải đạo" của nhà Nho, và góc nhìn của ông Kháng với Phạm Quỳnh là "có công đức gì mà hoan nghênh". Thái độ khắc nghiệt của Huỳnh Thúc Kháng với Truyện Kiều là nguyên nhân gián tiếp của việc tờ Tiếng Dân đình bản. Cuối năm 1942, chính quyền thuộc địa yêu cầu các báo Việt Nam ca ngợi nhân vật Kiều để kỷ niệm Nguyễn Du. Huỳnh Thúc Kháng viết một loạt bài, nhưng không phải để ca tụng mà là gièm pha tác phẩm này, tất cả đều bị Sở Kiểm duyệt lược bỏ chỉ còn lại mỗi một bài. Sau đó, ông viết một bài khác trong đó mở đầu bằng cách khen ngợi giá trị văn chương của Truyện Kiều, nhưng phần cuối lại phê phán toàn bộ tác phẩm, đặc biệt lên án khuynh hướng chung (mà ông coi là đáng trách) muốn coi Truyện Kiều là biểu tượng của quốc hồn quốc túy Việt Nam. Phần cuối bị chính quyền kiểm duyệt và chỉ cho phép đăng phần đầu, nhưng ông Kháng lại rút toàn bộ bài. Ngay lúc ấy Toàn quyền Decoux ký quyết định đình bản tờ Tiếng Dân vào tháng 4 năm 1943.

### Chính trị
Khác với phần tử cấp tiến của giai đoạn những năm 1920 – 1930, Huỳnh Thúc Kháng chủ trương một phương pháp tiến hành tuần tự, bất bạo động trong khuôn khổ của chế độ thuộc địa. Ông tỏ ra trung thành với quan điểm văn hóa của phong trào Duy Tân và nghĩ rằng bối cảnh chính trị Việt Nam không cho phép thực hiện hành động chính trị. Trong một bài báo viết năm 1928, ông bày tỏ ý kiến không muốn người Pháp rời Việt Nam, không tán thành người Việt đuổi người Pháp về vì không phù hợp với thời đại mới, và không có chủ trương giành độc lập dân tộc. Sau vụ ám sát Bazin ngày 9 tháng 2 năm 1929, nhiều đảng viên Việt Nam Quốc dân Đảng hoạt động tại Hà Nội bị bắt. Cuộc điều tra kéo dài đến tháng 7 năm 1929 Hội đồng đề hình mới đem ra xét xử, Huỳnh Thúc Kháng cho rằng nguyên nhân của sự kiện này là do chịu ảnh hưởng từ bên ngoài, nhất là với tầng lớp thanh niên, sinh ra hành động yêu nước và giành độc lập dân tộc; không phải từ mâu thuẫn giữa dân tộc Việt Nam và chủ nghĩa đế quốc Pháp, từ truyền thống ái quốc và tinh thần độc lập dân tộc trong lịch sử nên dẫn tới cách   mạng giải phóng dân tộc. Sau sự kiện khởi nghĩa Yên Bái, Tiếng Dân đăng bài phân tích nguyên nhân, gọi Việt Nam Quốc dân Đảng là "đảng phiến động".
Đối với hoạt động cộng sản, Huỳnh Thúc Kháng cho rằng chủ nghĩa cộng sản không áp dụng được tại Việt Nam. Ngày 2 tháng 3 năm 1929, Hội Thanh niên Cách mạng Việt Nam rải truyền đơn phản đối Trung Quốc Quốc dân Đảng bắt giữ người Việt ở Quảng Châu và Hoàng Phố. Ông Kháng viết bài chỉ trích "nạn truyền đơn" – một phương thức cổ động tuyên truyền của các tổ chức cách mạng theo xu hướng chủ nghĩa cộng sản. Ông cho rằng "chân tướng cùng nội dung tờ truyền đơn" là "do vài ba đứa trẻ con nào đó; thấy đâu nói đó, nói cho sướng mồm, gây chuyện lợi cho mình, vu hãm lương dân". Sau khi truyền đơn kỉ niệm Cách mạng Tháng Mười Nga của Đảng Cộng sản được rải nhiều nơi tại Trung  Kỳ, Tiếng Dân tiếp tục đăng bài phê phán vụ truyền đơn và chủ nghĩa cộng sản, cho rằng "chủ nghĩa cộng sản không hợp với tình thế tại xứ ta; với tình thế như trên, công cuộc cộng sản thiệt còn chưa hiệp [hợp] với tình thế như trên, [...] huống gì là cộng sản giấy". Trong bài báo xuất bản tháng 11 năm 1929, Huỳnh Thúc Kháng cho rằng chủ nghĩa cộng sản chính là người Nga. Nga tuyên truyền chủ nghĩa cộng sản sang châu Âu, nơi xung đột giữa lao động và tư bản, đồng thời truyền sang châu Á, là "nơi các xứ dân tộc hèn yếu, dụ khuyên theo chủ nghĩa ấy để khuấy rối các nước đế quốc". Tầng lớp thanh niên tin vào chủ nghĩa cộng sản "đều là hạng nghe theo", không có ai [tại Việt Nam] xứng cái danh "chủ động cộng sản". Sau năm 1930, Huỳnh Thúc Kháng không công kích những chủ trương và hoạt động của Đảng Cộng sản Đông Dương mà chỉ giữ thái độ bàng quan. Những người cộng sản viết bài gửi đăng báo Tiếng Dân, ông vẫn nhận và công bố bình thường như mọi tác giả khác.

## Kiểm duyệt

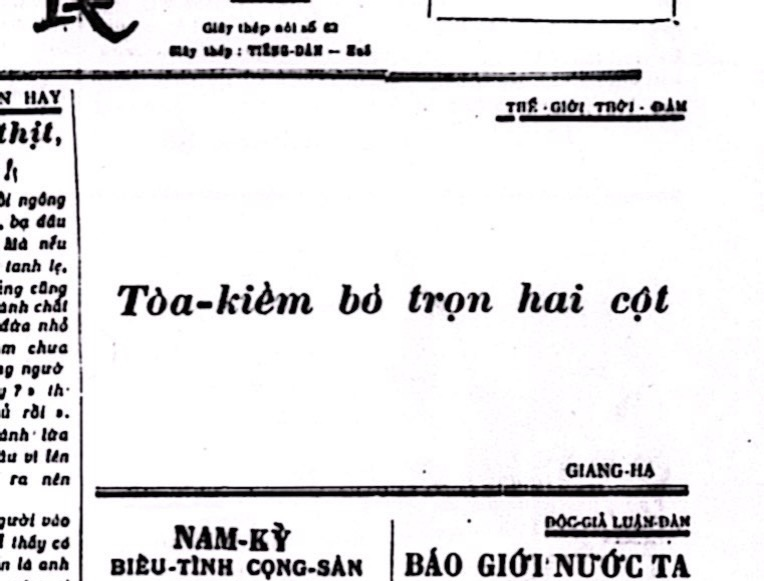
Một bài báo bị đục bỏ.

Vào thời kỳ này, báo chí quốc ngữ đều phải được nhà chức trách duyệt nội dung rồi mới được đem in, nhiều báo bị kiểm duyệt phải thay bài bằng cách in quảng cáo. Nhưng Tiếng Dân lại còn bị đặt dưới một chế độ đặc biệt không áp dụng với mọi tờ báo quốc ngữ nào khác trong Nam hay ngoài Bắc. Ngày 19 tháng 3 năm 1927, Chánh Sở Liêm phóng Trung Kỳ Léonard Sogny đệ trình kế hoạch kiểm soát tờ Tiếng Dân, thành lập ban kiểm soát báo do Thông dịch viên Sở Liêm phóng Bùi Văn Cung điều hành. Ban kiểm duyệt này sẽ bảo đảm các bài báo không được xúc phạm chính quyền Pháp, hai ngày trước khi in, các bài báo đều phải dịch sang tiếng Pháp và nộp cho Sở Liêm phóng để kiểm duyệt. Những bài bị kiểm duyệt tờ Tiếng Dân thường đề rõ "Tờ Kiểm duyệt  bỏ", những trang sau – trừ vài mẩu quảng cáo – cũng có những mẩu tin ngắn áp dụng cách tương tự để độc giả nhìn thấy, Giáo sư Vũ Ngọc Khánh gọi đây là "cái mưu cao và cái bướng của ông chủ báo". Trong một bức thư gửi Khâm sứ Trung Kỳ năm 1931, Huỳnh Thúc Kháng nêu quan điểm rằng khi cho đăng những bài báo "nói lên nguyện vọng của dân chúng", ông biết trước là sẽ bị kiểm duyệt, nhưng mục đích chính là để sở kiểm duyệt đọc và trình lên nhà chức trách để họ lưu ý đến. Mặt khác, Huỳnh Thúc Kháng từng cho mình là "nhà cách mạng công khai" nên mọi hoạt động cũng theo con đường hợp pháp, những bài báo dù có "phản đối cường quyền, chủ trương chánh học, bài bác tà thuyết" nhưng về cơ bản chưa động chạm gì đến quyền lợi của người Pháp. Mặc dù chủ bút Huỳnh Thúc Kháng có thái độ bàng quan với chủ nghĩa cộng sản, thậm chí có hướng thân Pháp và bị Đảng Cộng sản Đông Dương lên án, chính quyền Pháp vẫn muốn kiểm soát chặt chẽ tờ báo.
Ngày 1 tháng 1 năm 1935, Toàn quyền René Robin ký Nghị định bỏ kiểm duyệt báo chí quốc ngữ nhưng vẫn còn siết chặt việc ra báo, việc công bố nghị định khiến giới làm báo "vừa mừng, vừa lo". Tiếng Dân đăng bài bình luận về sự kiện này, đồng thời phê phán nhận thức rằng kiểm duyệt là một đặc ân của người làm báo, vì trước khi bài được đăng đã có ty kiểm duyệt xét, nên tờ báo bớt lo ngại về mặt pháp luật. Tác giả nêu dẫn chứng lúc báo chí còn bị kiểm duyệt vẫn bị chính quyền truy tố, và cho rằng "những người lo ngại cho sự hiểm nghèo của tí tự do thừa kia [...] hẳn là hạng người không xứng đáng thiên chúc của người cầm bút, vì họ không đủ can đảm mà chịu trách nhiệm về những bài vở mà họ viết ra". Đến thời kỳ vận động dân chủ và đòi quyền tự do ngôn luận, Tiếng Dân đăng bài so sánh chế độ báo chí tại Pháp và Việt Nam và đề ra yêu sách: bỏ sắc lệnh ngày 30 tháng 12 năm 1998 và ngày 4 tháng 10 năm 1927; thực hiện luật báo chí ngày 29 tháng 7 năm 1891. Năm 1937, Xứ ủy Trung ương Đảng Cộng sản Đông Dương tổ chức hội nghị toàn thể báo giới Trung Kỳ, chủ đề của cuộc họp là "đòi tự do báo giới và lập nghiệp đoàn báo giới", đoàn đại biểu tờ Tiếng Dân là một trong hai đoàn đại biểu đông nhất của giới báo chí. Ngày 28 tháng 4 năm 1943, tờ Tiếng Dân bị đình bản vì không hưởng ứng phong trào "tán dương văn chương truyện Kiều" do Sogny khởi xướng.

### Ấn phẩm
- Trần Huy Liệu; Văn Tạo; Hướng Tân (1955). Cách mạng cận đại Việt-Nam, Tập 5. Hà Nội: Nhà xuất bản Văn-Sử-Địa.
- Nguyễn Thành (1984). Báo chí cách mạng Việt Nam, 1925-1945. Hà Nội: Nhà xuất bản Khoa học Xã hội.
- Chương Thâu (1989). Thơ văn Huỳnh Thúc Kháng chọn lọc. Đà Nẵng: Nhà xuất bản Đà Nẵng.
- Nguyễn Quyết Thắng (1992). Huỳnh Thúc Kháng - Tác phẩm. Thành phố Hồ Chí Minh: Nhà xuất bản Tổng hợp.
- Vương Đình Quang (1997). Hồi ký về cụ Phan và cụ Huỳnh. Hà Nội: Nhà xuất bản Văn học.
- Huỳnh Thúc Kháng (2000). Huỳnh Thúc Kháng niên phổ. Anh Minh biên dịch. Thành phố Hồ Chí Minh: Nhà xuất bản Văn Hóa Thông Tin.
- Đào Duy Anh (2000). Hồi ký Đào Duy Anh: Nhớ nghĩ chiều hôm. Thành phố Hồ Chí Minh: Nhà xuất bản Trẻ.
- Huỳnh Văn Tòng (2000). Báo Chí Việt Nam Từ Khởi Thủy Đến 1945. Thành phố Hồ Chí Minh: Nhà xuất bản Tổng hợp.
- Đảng Cộng sản Việt Nam (2000). Văn kiện Đảng toàn tập. Tập 6, 1936-1939 (PDF). Hà Nội: Nhà xuất bản Chính trị quốc gia.
- Lê Minh Quốc (2001). Hỏi - Ðáp Báo chí Việt Nam. Thành phố Hồ Chí Minh: Nhà xuất bản Trẻ.
- Hội Nhà báo Hà Nội (2004). Sơ thảo lịch sử báo chí Hà Nội, 1905-2000. Hà Nội: Nhà xuất bản Chính trị quốc gia.
- Đào Duy Quát; Đỗ Quang Hưng; Vũ Duy Thông (2010). Tổng quan lịch sử báo chí cách mạng Việt Nam (1925 - 2010) (PDF). Hà Nội: Nhà xuất bản Chính trị quốc gia.
- Peycam, Philippe M. F (2012). The Birth of Vietnamese Political Journalism Saigon, 1916-1930 [Khởi sinh báo chí chính trị tại Sài Gòn] (bằng tiếng Anh). Thành phố New York: Columbia University Press.

### Tập san
- Nguyễn Thành (1993). "Tìm hiểu tư tưởng chính trị của Huỳnh Thúc Kháng". Tạp chí Nghiên cứu Lịch Sử. Quyển 1 số 266. Viện Khoa học Xã hội Việt Nam. tr. 7–15.
- Trịnh Kim Chi (2010). "Những công trình thư mục ở Việt Nam thời thuộc Pháp". Tạp chí Thư viện Việt Nam. Quyển 2 số 22. Thư viện Quốc gia Việt Nam. tr. 32–35.
- Lê Thanh Huyền (2012). "Chế độ lưu chiểu ở Đông Dương thời kỳ Pháp thuộc" (PDF). Tạp chí Thư viện Việt Nam. Quyển 6 số 38. Thư viện Quốc gia Việt Nam. tr. 15–19. Bản gốc (PDF) lưu trữ ngày 5 tháng 10 năm 2023. Truy cập ngày 4 tháng 10 năm 2023.
- Nguyễn Thị Thùy Nhung (2018). "Tình hình báo chí ở Huế từ năm 1913 đến trước năm 1927" (PDF). Tạp chí Khoa học và Công nghệ. Quyển 12 số 3. Trường Đại học Khoa học, Đại học Huế. tr. 163–172. Bản gốc (PDF) lưu trữ ngày 5 tháng 10 năm 2023. Truy cập ngày 4 tháng 10 năm 2023.
- Nguyễn Thị Trúc Bạch (2021). "In ấn, xuất bản trong phát triển chữ quốc ngữ, báo chí và văn học ở Nam Bộ cuối thế kỷ XIX đầu thế kỷ XX". Tạp chí Khoa học Xã hội. Quyển 11 số 279. Viện Khoa học Xã hội Việt Nam. tr. 69–77.
- Đỗ Minh Điền (2020). "Bước đầu tìm hiểu hoạt động xuất bản sách ở Huế (1920-1935)". Tạp chí Nghiên cứu và Phát triển. Quyển 7 số 161. Viện Nghiên cứu phát triển tỉnh Thừa Thiên Huế. tr. 115–130.

### Trực tuyến
- Chính Đạo (ngày 6 tháng 10 năm 2005). "Báo Tiếng Dân (1927-1943): Vài Tư Liệu Mới". Tạp chí Hợp-Lưu. Truy cập ngày 6 tháng 10 năm 2023.
- Hông Khánh (ngày 21 tháng 6 năm 2015). "Tiêng Dân, la voix du peuple sous la colonisation française" [Tiếng nói nhân dân dưới thời Pháp thuộc]. Le Courrier du Vietnam (bằng tiếng Pháp). Truy cập ngày 5 tháng 10 năm 2023.
- Đào Hùng (ngày 21 tháng 6 năm 2012). "Đi tìm dấu vết ngôi nhà của báo Tiếng Dân". Tạp chí Sông Hương Online. Truy cập ngày 1 tháng 10 năm 2023.
- Thu Nhuần (ngày 9 tháng 8 năm 2016). "Vai trò của Huỳnh Thúc Kháng với sự ra đời báo Tiếng Dân". Bảo tàng Lịch sử Quốc gia. Truy cập ngày 1 tháng 10 năm 2023.
- Lê Đức Dục (ngày 1 tháng 10 năm 2015). "Kẻ sĩ đất Quảng". Tuổi trẻ Online. Truy cập ngày 2 tháng 10 năm 2023.
- Thu Hằng (ngày 16 tháng 10 năm 2017). "Việt Nam: Kiểm duyệt báo chí quốc ngữ trong thời kỳ Pháp thuộc". RFI Tiếng Việt. Truy cập ngày 5 tháng 10 năm 2023.
- Thu Hằng (ngày 9 tháng 4 năm 2018). "Việt Nam: Báo chí được phân phối như thế nào trong thời thuộc Pháp?". RFI Tiếng Việt. Truy cập ngày 3 tháng 10 năm 2023.
- Hữu Minh (ngày 3 tháng 4 năm 2019). "Hành trình 40 năm cho một địa chỉ đỏ". Báo điện tử Công Luận. Truy cập ngày 2 tháng 10 năm 2023.
- Anh Khoa (ngày 6 tháng 4 năm 2019). "Trụ sở tờ báo quốc ngữ đầu tiên ở miền Trung được công nhận di tích lịch sử". Báo điện tử Công an nhân dân. Truy cập ngày 2 tháng 10 năm 2023.
- Đỗ Minh Điền (ngày 28 tháng 10 năm 2022). "Đào Duy Anh và Quan Hải tùng thư (1928 - 1929)". Tạp chí Sông Hương Online. Truy cập ngày 1 tháng 10 năm 2023.
- Nguyễn Minh Chính (ngày 5 tháng 11 năm 2022). "Nghề in ở Việt Nam và vai trò của ấn phẩm trong công cuộc truyền giáo". Giáo phận Qui Nhơn. Truy cập ngày 3 tháng 10 năm 2023.
- Trần Đình Ba (ngày 15 tháng 6 năm 2023). "Tờ báo thuở xưa: Bên trong nhà in báo". Báo điện tử Thanh Niên. Truy cập ngày 3 tháng 10 năm 2023.